# كليات ثقافية
الكليات الثقافية (بالإنجليزية: Cultural universal) (ويطلق عليها أيضًا الكليات الأنثروبولوجية أو الكليات الإنسانية) كما خضعت للمناقشة على يد إميل دوركايم، وجورج موردوك، وكلود ليفي ستروس، ودونالد براون وغيرهم، وهي عنصر، أو نمط، أو سمة، أو نظام مشترك بين جميع ثقافات العالم. وبالجمع بين المفهومين، تعرف الكليات الثقافية بوجه عام باسم العادة البشرية. ويعتقد علماء النفس المختصين بعلم النفس التطوري أن السلوكيات أو السمات التي تحدث في جميع الثقافات هي عوامل جيدة للتكيف التطوري. وقد ينكر علماء الأنثروبولوجيا وعلماء الاجتماع الذين يتبنون منظور النسبية الثقافية وجود الكليات الثقافية: أي المدى الذي تكون فيه هذه الكليات «ثقافية» في المعنى الضيق، أو في الحقيقة سلوكيات موروثة بيولوجيًا ليست سوى قضية «الطبع مقابل التطبع».
في كتابه الكليات الإنسانية (Human Universals) (عام 1991)، عرّف دونالد براون الكليات الإنسانية بما يجمع «السمات الثقافية، والمجتمعية، وسمات اللغة، والسلوك والنفس بلا استثناء»، حيث قدم قائمة تتضمن 63 عنصرًا من الكليات الثقافية.

## عام
يعود تاريخ هذه الكليات إلى العصر الحجري القديم العلوي، حيث عثر على أول دليل على الحداثة السلوكية كاملة.

## قائمة بالكليات الثقافية
فيما يلي قائمة بالكليات الثقافية التي ذكرها براون (1991):

### اللغة والإدراك
- اللغة
- التجريد في الخطاب والفكر
- المتضادات، والمترادفات
- المفاهيم المنطقية لـ «و»، و«لا»، و«العكس»، و«المكافئ»، «الجزء/الكل»، «عام/خاص»
- الفروق المعرفية الثنائية
- مسميات الألوان: الأسود، الأبيض
- تصنيف: العمر، والنزعات السلوكية، وأجزاء الجسم، والألوان، وحياة الحيوانات، وحياة النبات، والحالات الداخلية، والأقرباء، والجنس، والفراغ، والأدوات، والظروف المناخية
- الاستمرارية (الترتيب بوصفه نمطًا معرفيًا)
- التناقضات بين القول والفكر والعمل
- خطاب مجازي، الاستعارات
- الرمزية، الخطاب الرمزي
- الاستعارات التركيبية
- تابو الحديث
- خطاب خاص للمناسبات الخاصة
- الهيبة من الاستخدام المتقن للغة (مثل الشعر)
- التخطيط
- وحدة الوقت

### المجتمع
- الأسماء الشخصية
- العائلة أو الأسرة
- الأقرباء
- مجموعات الأقران غير العائلية
- التصرفات التي تجري في إطار ضبط النفس تتميز عن التي لا تجري في إطار ضبط النفس
- التعبير عن المودة والشعور بها
- الفئات العمرية
- الاعتبارات العمرية
- فترات العمر
- قانون: حقوق وواجبات، قواعد العضوية
- المشاعر الأخلاقية
- تمييز الحق والباطل، الخير والشر
- وعد/يمين
- عدم المساواة في الوجاهة الاجتماعية
- الأوضاع والأدوار
- حكم الأقلية الواقعي
- الممتلكات
- الإتلافات
- الهويات المشتركة
- الصراع
- العمل التعاوني
- دور الجنسين
- هيمنة الرجال على الحياة العامة والسياسية
- الذكور أكثر عدوانية وأكثر عرضة للعنف المفضي إلى القتل، وأكثر قابلية للتورط في السرقة
- انخراط الذكور في العنف المنظم
- يسافر الذكور في المتوسط مسافات أكبر خلال حياتهم
- الزواج
- الزوج أكبر من الزوجة في المتوسط
- يجري الجماع عادة في محيط من الخصوصية
- منع زنا المحارم أو تجنبه، زنا المحارم بين الأم وابنها لا يمكن تصوره أو محرم
- الاغتصاب، وهو محظور
- صنع القرار بتوافق الآراء
- الذوق
- قواعد الإرث
- الإعجاب بالكرم، تقديم الهدايا
- الانتصاف للمظالم، والعقوبات
- الغيرة الجنسية
- الخزي
- الإقليمية
- الوعي الثلاثي (تقييم العلاقات بين الذات وشخصين آخرين)
- بعض أشكال العنف المحظورة
- الزيارة
- التجارة

### الأساطير، والطقوس، والجماليات
- الاعتقاد بالسحر
- استخدام السحر لإطالة العمر والفوز بالحب
- المعتقدات حول الموت
- المعتقدات حول المرض
- المعتقدات حول الحظ والنحس
- الكهانة
- محاولات التحكم في الطقس
- تفسير الأحلام
- المعتقدات والروايات
- الأمثال، والأقوال
- الشعر/البلاغة
- ممارسات الالتئام، الطب
- تقاليد الولادة
- مراسم الانتقال
- الموسيقى، والإيقاع، والرقص
- اللعب
- لعب الأطفال
- طقوس الموت، الحداد
- الولائم
- زينة الجسم
- تسريحات الشعر

### التكنولوجيا
- المأوى
- السيطرة على الحريق
- الأدوات، وصنعها
- الأسلحة، الرمح
- الحاويات
- الطبخ
- الرافعة
- ربط المواد (أي شيء يشبه السلسلة)، التوأمة (أي النسيج وما شابهه)

## قائمة المصادر
- Erika Bourginon (1973) Diversity and Homogeneity in World Societies. New Haven, Connecticut: HRAF Press.
- [Donald Brown (1991) Human Universals. Philadelphia, Temple University Press (online summary).
- Joseph H. Greenberg, et al. (1978) Universals of Human Language, 4 vols. Stanford University Press.
- Charles D. Laughlin and Eugene G. d'Aquili (1974) Biogenetic Structuralism. New York: Columbia University Press.
- Claude Lévi-Strauss (1966) The Savage Mind. Chicago: University of Chicago Press [first published in French in 1962].
- George P. Murdock (1945), "The Common Denominator of Culture," in The Science of Man in the World Crisis, Ralph Linton (ed.). New York: Columbia University Press.
- Charles E. Osgood,William S May, and Murray S Miron (1975) Cross-Cultural Universals of Affective Meaning Champaign, IL: University of Illinois Press.
- Steven Pinker (2002), The Blank Slate: The Modern Denial of Human Nature, New York: Penguin Putnam.
- Rik Pinxten (1976) "Epistemic Universals: A Contribution to Cognitive Anthropology," in Universalism Versus Relativism in Language and Thought, R. Pinxten (ed.).The Hague: Mouton.